# Ficus macrothyrsa
Ficus macrothyrsa är en mullbärsväxtart som beskrevs av Edred John Henry Corner. Ficus macrothyrsa ingår i släktet fikonsläktet, och familjen mullbärsväxter. Inga underarter finns listade i Catalogue of Life.